# Андреевка (Великобурлукский район)
Андре́евка (укр. Андріївка) — село,
Андреевский сельский совет,
Великобурлукский район,
Харьковская область, Украина.
Код КОАТУУ — 6321480501. Население по переписи 2001 г. составляет 293 (139/154 м/ж) человека.
Является административным центром Андреевский сельский совет, в который, кроме того, входят сёла
Веселое,
Рогозянка,
Садовод и
Стецковка.

## Географическое положение
Село Андреевка находится на берегу реки Нижняя Двуречная, русло реки сильно заболочено, есть копань.
Выше по течению примыкает к селу Рогозянка, ниже по течению в пяти км село Стецковка, на востоке в 2-х км село Садовод, в 6-и км железнодорожная станция Шиповатое.

## История
- 1875 — дата основания.

## Экономика
- В селе есть молочно-товарная и птице-товарная фермы.
- «Малиновка», сельскохозяйственное ЧП.

## Объекты социальной сферы
- Школа.
- Спортивная площадка.

## Достопримечательности
- Братская могила советских воинов.
- Региональный ландшафтный парк «Великобурлукская степь». Площадь 2042,6 га. Размещается на территории пгт Великий Бурлук и сёл Катериновка, Червоная Хвыля, Шиповатое, Андреевка, Горяное, посёлок Плоское[2].

## Экология
- Скотомогильник.